# 朗比尔
朗比尔（法語：Rambures，法語發音：[ʁɑ̃byʁ]）是法国上法蘭西大區索姆省的一个市镇，属于阿布维尔区。

## 地理
朗比尔（49°56'33"N, 1°42'12"E）面积9.9 平方千米，位于法国上法蘭西大區索姆省，该省份为法国北部沿海省份，北起加来海峡省和北部省，西接滨海塞纳省和大西洋英吉利海峡，南至瓦兹省，东临埃纳省。
与朗比尔接壤的市镇（或旧市镇、城区）包括：布扬库尔昂塞里、富科库尔奥尔内勒、弗拉米库尔、内勒洛皮塔勒、内莱特、朗比雷勒、维勒鲁瓦。

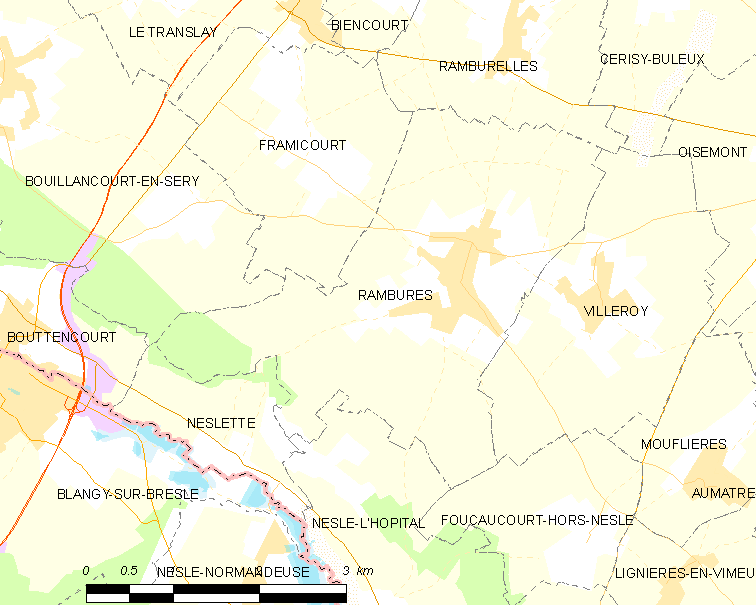
朗比尔的OSM定位图

朗比尔的时区为UTC+01:00、UTC+02:00（夏令时）。

## 行政
朗比尔的邮政编码为80140，INSEE市镇编码为80663。

## 政治
朗比尔所属的省级选区为皮卡第地区普瓦县。

## 人口

1962-2008年间朗比尔人口变化图示

朗比尔于2022年1月1日时的人口数量为374人。